# Ga Magongnaru
Ga Magongnaru (Tiếng Hàn: 마곡나루역, Hanja: 麻谷나루驛) là ga trung chuyển cho Tàu điện ngầm Seoul tuyến 9 và Đường sắt sân bay Quốc tế Incheon ở Magok-dong, Gangseo-gu, Seoul.

## Lịch sử
- 18 tháng 9 năm 2008: Tên ga được quyết định là Ga Magongnaru [1]
- 15 tháng 5 năm 2014: Bắt đầu khai thác thương mại tàu (không phục vụ hành khách)
- 24 tháng 5 năm 2014: Việc kinh doanh bắt đầu với việc khai trương Tàu điện ngầm Seoul tuyến 9 (tàu tốc hành đi qua không dừng và chỉ có tàu thường dừng)
- 11 tháng 5 năm 2016: Phê duyệt dự án xây dựng ga Magongnaru Đường sắt sân bay Quốc tế Incheon [2]
- Tháng 8 năm 2016: Bắt đầu xây dựng ga Magongnaru của Đường sắt sân bay Quốc tế Incheon
- 29 tháng 6 năm 2017: Thông báo bảng khoảng cách đường sắt trên Đường sắt sân bay Quốc tế Incheon
- 29 tháng 9 năm 2018: Trở thành ga trung chuyển với việc khai trương Ga Magongnaru trên Đường sắt sân bay Quốc tế Incheon.
- 1 tháng 12 năm 2018: Tàu tốc hành tuyến 9 bắt đầu dừng
- 26 tháng 12 năm 2019: Đổi từ ga Magongnaru sang ga Magongnaru (Vườn bách thảo Seoul) [3]

## Bố trí ga

### Tuyến số 9 (B2F)
| Sinbanghwa (Địa phương) ↑ Sân bay Quốc tế Gimpo (Tốc hành) ↑ |
| E/B \| W/B \|                                                |
| ↓ Gayang (Tốc hành) ↓ Yangcheon Hyanggyo (Địa phương)        |

| Hướng Tây (Ngoài)  | ● Tuyến 9 | Địa phương | ← Hướng đi Sinbanghwa · Siêu thị sân bay · Sân bay Quốc tế Gimpo · Gaehwa         |
| Hướng Tây (Trong)  | ● Tuyến 9 | Tốc hành   | ← Hướng đi Sân bay Quốc tế Gimpo                                                  |
| Hướng Đông (Trong) | ● Tuyến 9 | Tốc hành   | → Hướng đi Gyeyang · Dangsan · Noryangjin · Bệnh viện cựu chiến binh Trung ương → |
| Hướng Đông (Ngoài) | ● Tuyến 9 | Địa phương | → Hướng đi Gyeyang · Dangsan · Noryangjin · Bệnh viện cựu chiến binh Trung ương → |

### Đường sắt sân bay Quốc tế Incheon (B3F)
| ↑ Digital Media City    |
| \| １                   |
| Sân bay Quốc tế Gimpo ↓ |

| １ | ● Đường sắt sân bay | → Hướng đi Gyeyang · Geomam · Nhà ga 1 sân bay Quốc tế Incheon · Nhà ga 2 sân bay Quốc tế Incheon → |
| ２ | ● Đường sắt sân bay | ← Hướng đi Digital Media City · Đại học Hongik · Gongdeok · Seoul                                   |

## Xung quanh nhà ga
- COEX Magok LeWest (dự kiến vào tháng 11 năm 2024)
- Trường trung học cơ sở Magok
- Trường tiểu học sân bay Seoul
- Khách sạn Cordyard Marriott
- LG Science Park
- Vườn bách thảo Seoul
- Phức hợp Magok Embellie 1~4
- Văn phòng thuế Gangseo
- Lối vào Khu phức hợp Magok Embellie 7
- Quảng trường trung tâm Magok

## Hình ảnh

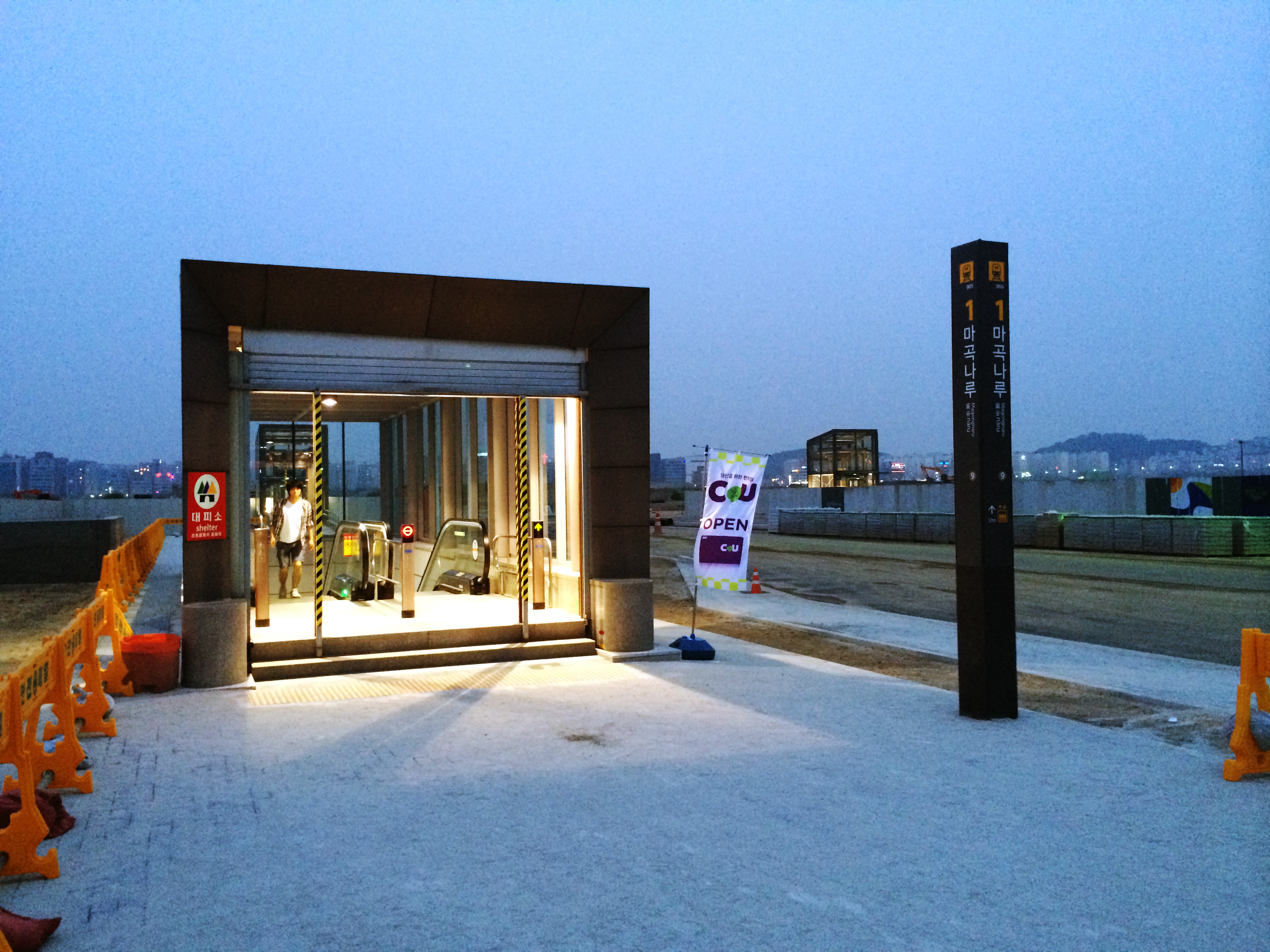
Lối ra 1
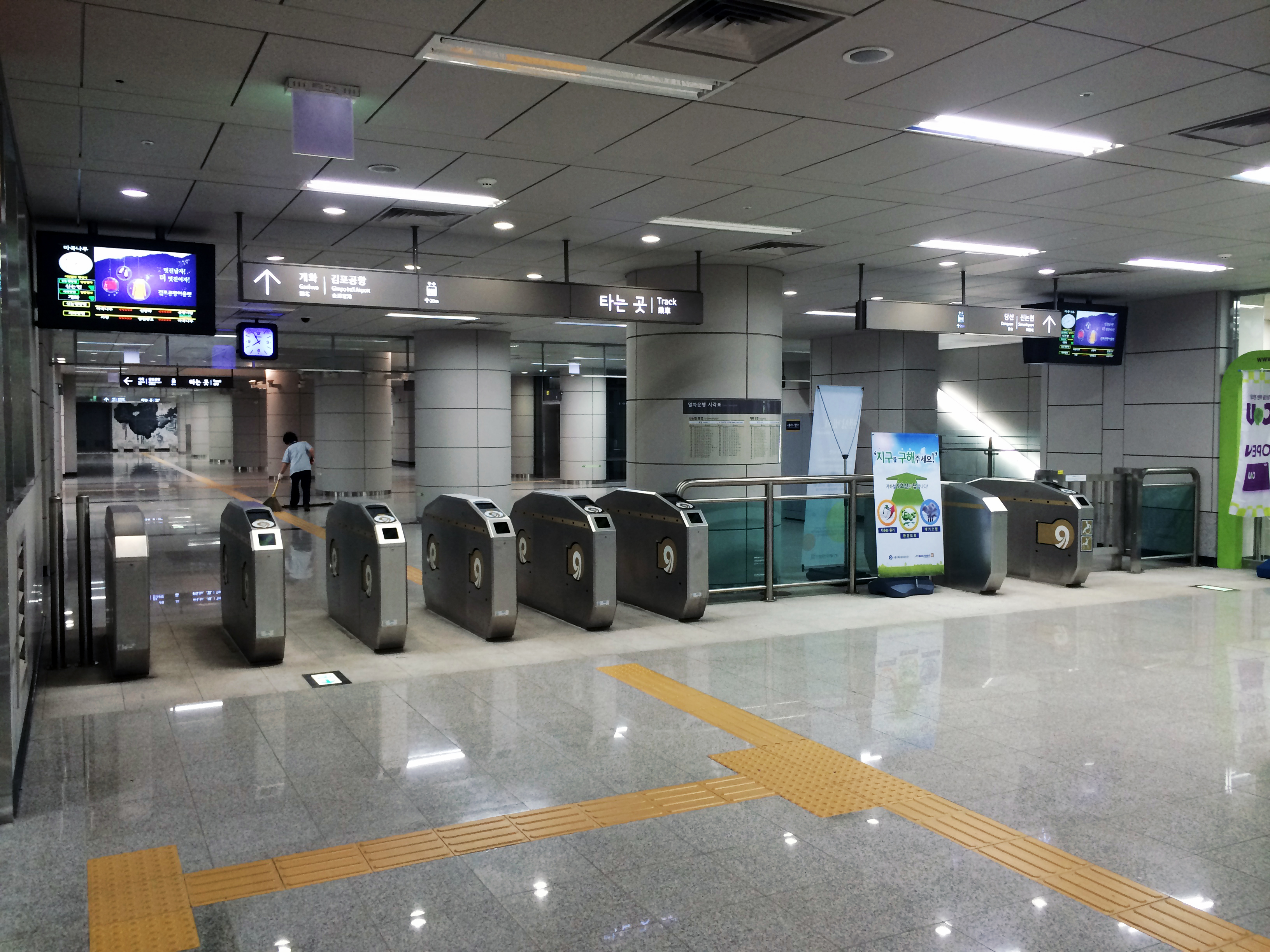
Cửa soát vé
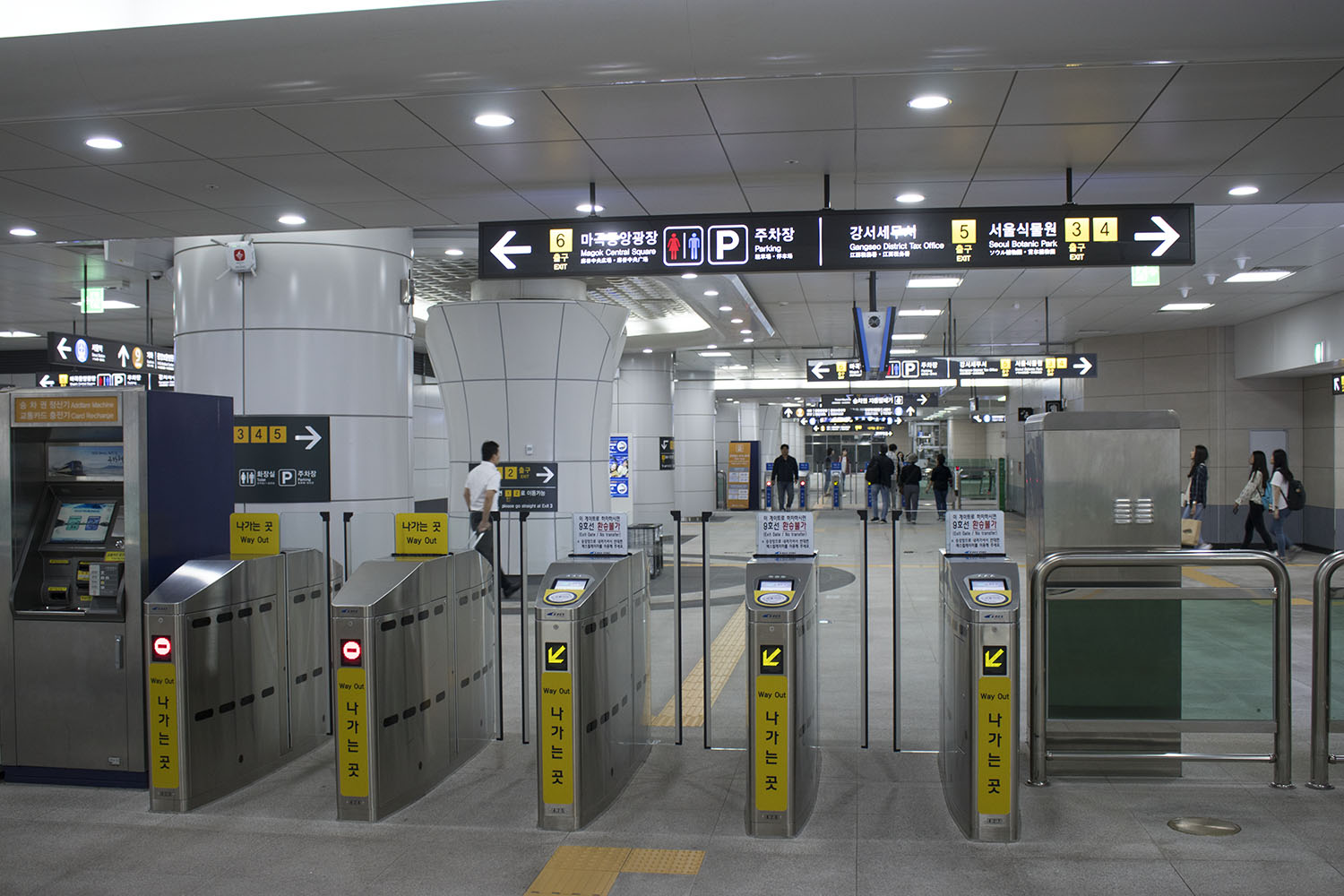
Cửa soát vé
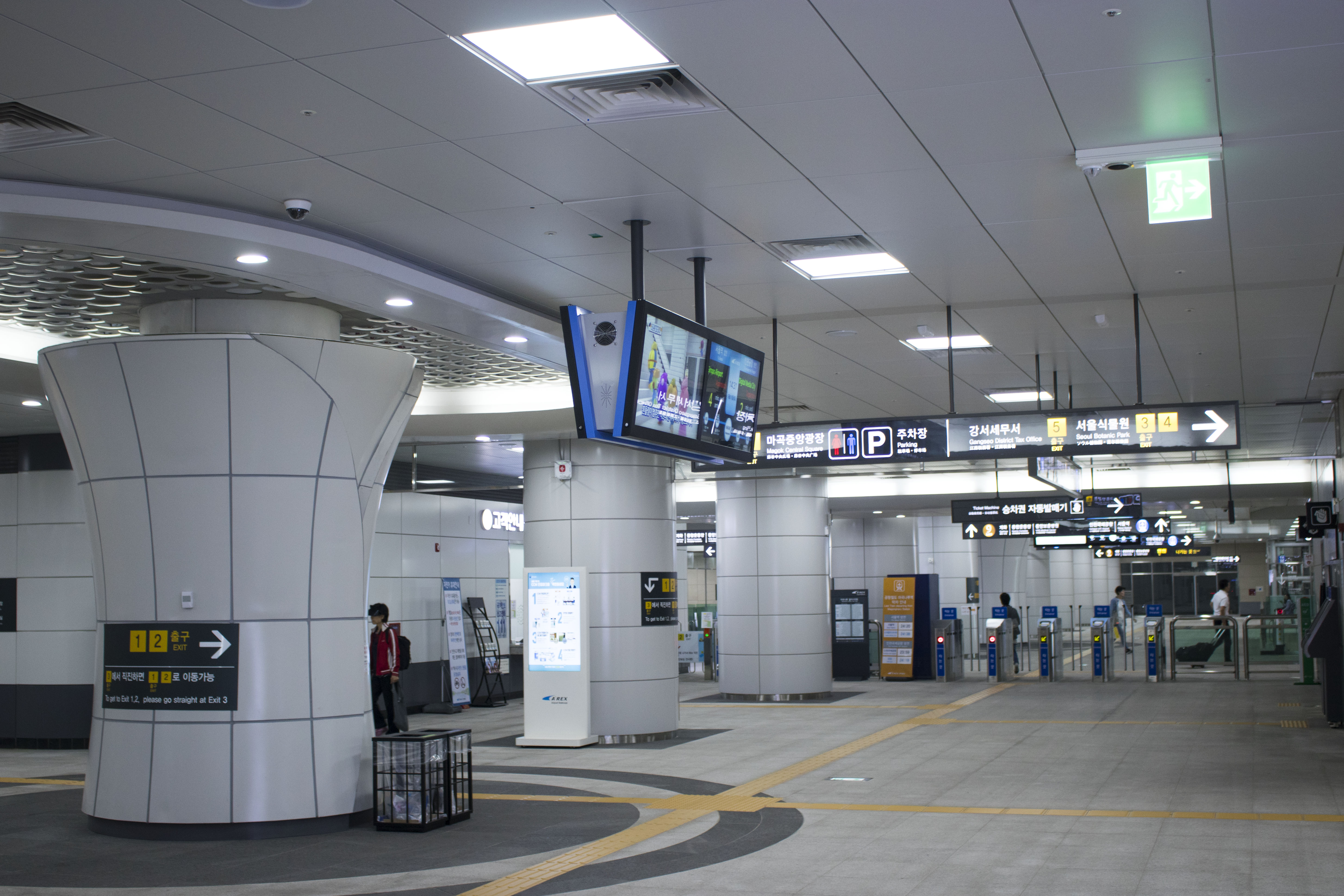
Phòng chờ
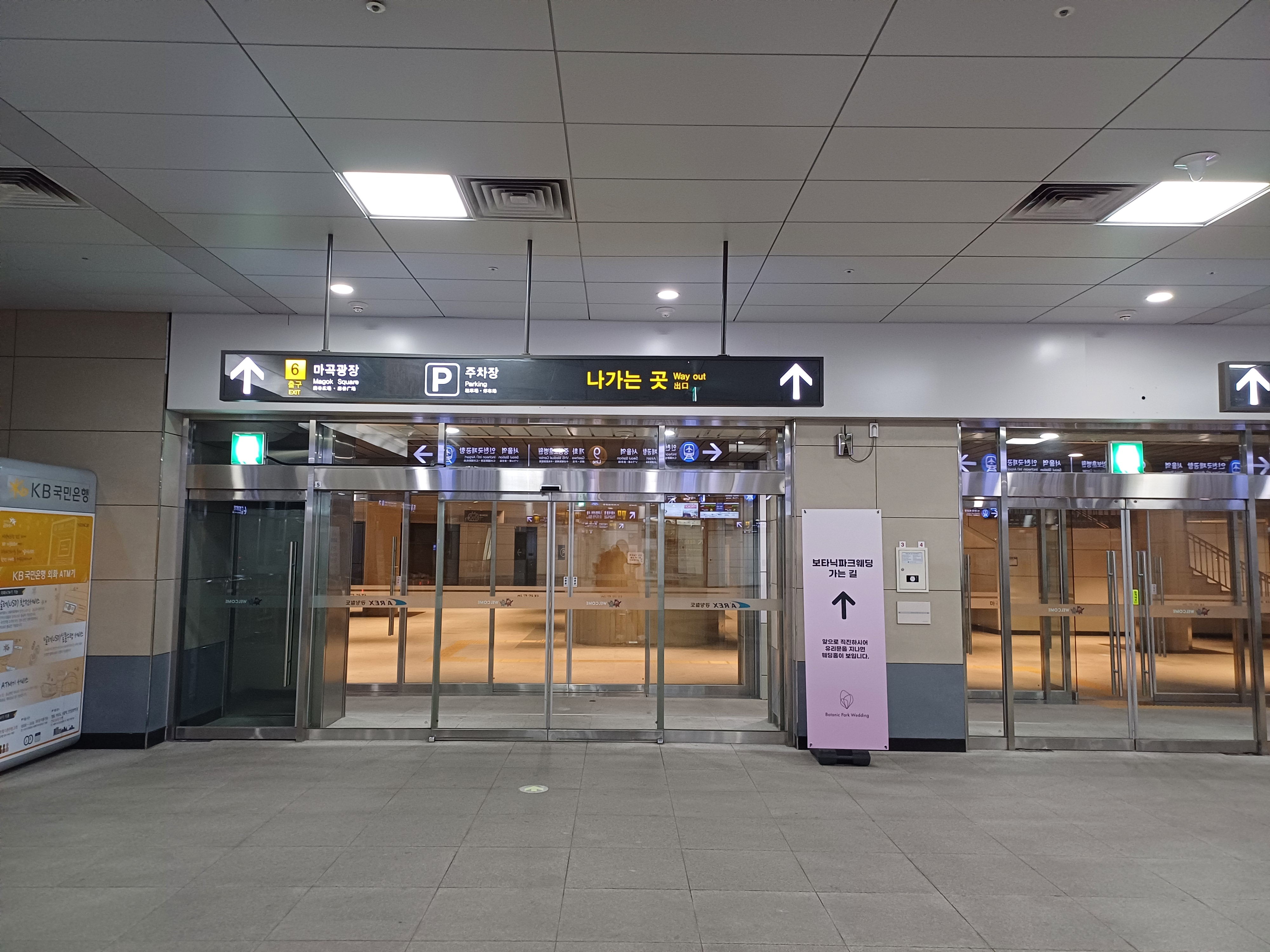
Lối ra 6
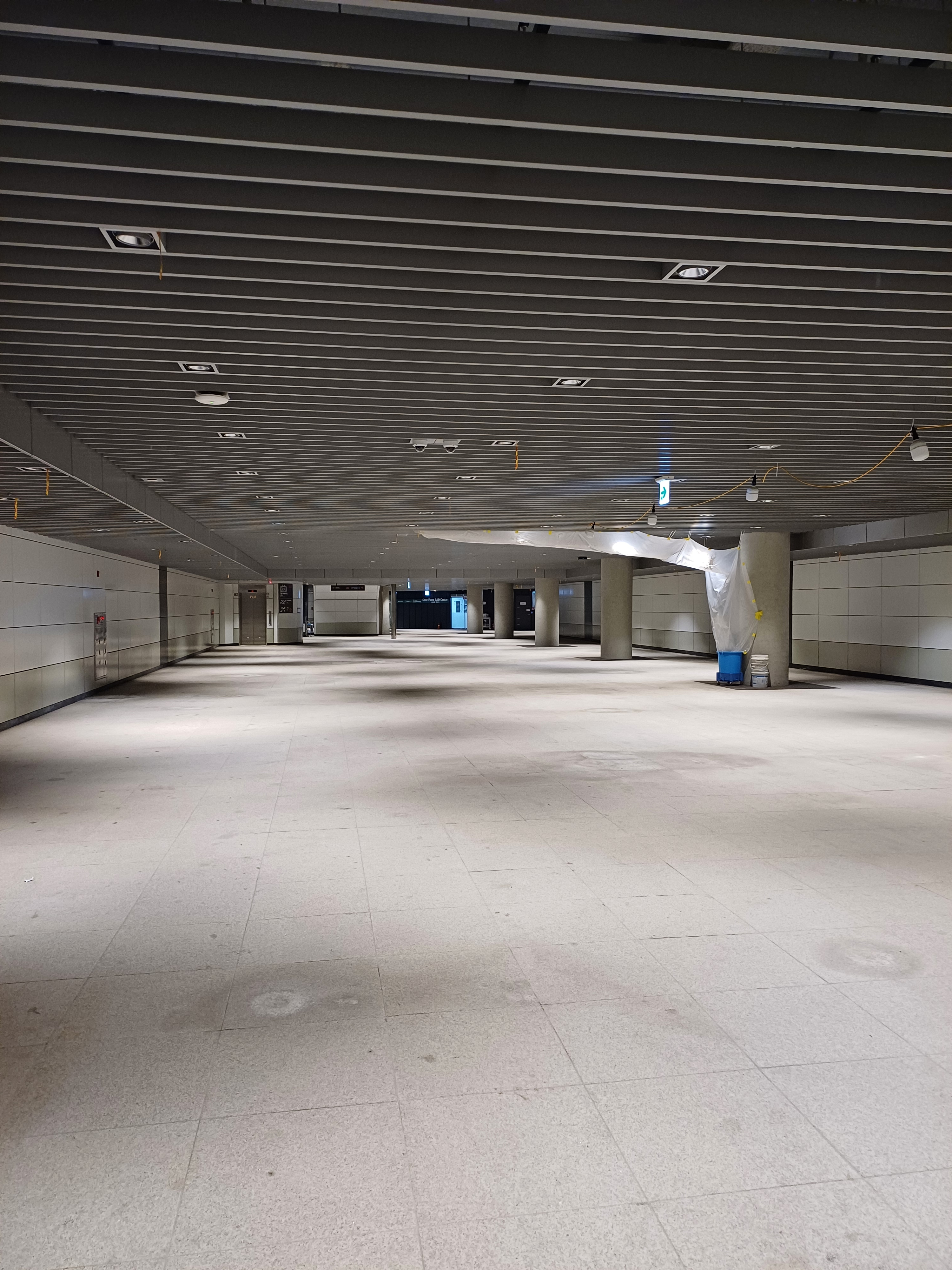
Hướng đi đến COEX Magok LeWest